# Caroline Andersson
Caroline Andersson, född 29 juli 2001 i Halmstad, är en svensk professionell landsvägscyklist. Hon är dotter till  Michael ”Roddarn” Andersson.

## Karriär
Andersson har cyklat professionellt sedan 2021.